# Modulació en fase creuada
La modulació de fase creuada (XPM) és un efecte òptic no lineal on una longitud d'ona de la llum pot afectar la fase d'una altra longitud d'ona de la llum mitjançant l'efecte Kerr òptic. Quan la potència òptica d'una longitud d'ona afecta l'índex de refracció, l'impacte del nou índex de refracció en una altra longitud d'ona es coneix com XPM.

## Aplicacions de XPM
La modulació de fase creuada es pot utilitzar com a tècnica per afegir informació a un corrent de llum modificant la fase d'un feix òptic coherent amb un altre feix mitjançant interaccions en un medi no lineal adequat. Aquesta tècnica s'aplica a les comunicacions de fibra òptica. Si ambdós feixos tenen la mateixa longitud d'ona, aquest tipus de modulació de fase creuada és degenerada.
L'XPM és una de les tècniques més utilitzades per a les mesures quàntiques sense demolició.
Altres aplicacions avantatjoses de XPM inclouen:
- Pols òptic no lineal Compressió de polsos ultracurts
- Bloqueig de mode passiu
- Commutació òptica ultraràpida
- Demultiplexació de canals OTDM
- Conversió de longitud d'ona dels canals WDM
- Mesura de les propietats òptiques no lineals dels mitjans (índex no lineal n2 (no linealitat de Kerr) i temps de relaxació de resposta no lineal)[3]

## Desavantatges de XPM

### XPM en aplicacions DWDM
A les aplicacions de multiplexació per divisió de longitud d'ona densa (DWDM) amb modulació d'intensitat i detecció directa (IM-DD), l'efecte de XPM és un procés de dos passos: primer, el senyal es modula en fase pel segon senyal de copropagació. En un segon pas, la dispersió condueix a una transformació de la modulació de fase en una variació de potència. A més, la dispersió provoca un desplaçament entre els canals i, per tant, redueix l'efecte de XPM.
- XPM condueix a la diafonia entre canals en sistemes WDM
- Pot produir fluctuacions d'amplitud i temporització